# حرب ليلانتين
حرب ليلانتين (نحو 710 - 650 ق.م) وقعت بين الدولتين-المدينتين اليونانيتين القدماء خالكيذا و‌إريتريا على سهل ليلانتين الخصب في منطقة وابية.